# Herrania dugandii
Herrania dugandii är en malvaväxtart som beskrevs av Garc.-barr.. Herrania dugandii ingår i släktet Herrania och familjen malvaväxter. Inga underarter finns listade i Catalogue of Life.